# الیفندیوگلو
الیفندیوگلو (به لاتین: Aliefendioğlu) یک منطقهٔ مسکونی در ترکیه است که در استان مرسین واقع شده‌است.

## خصوصیات
الیفندیوگلو ۱٬۰۵۵ نفر جمعیت دارد و ۱۲ متر بالاتر از سطح دریا واقع شده‌است.